# Iwashita Jun
Jun Iwashita (sinh ngày 8 tháng 4 năm 1973) là một cầu thủ bóng đá người Nhật Bản.

## Sự nghiệp câu lạc bộ
Jun Iwashita đã từng chơi cho Shimizu S-Pulse, Vissel Kobe và Jatco.